# البارك (بكيل المير)

تعديل مصدري - تعديل

البارك هي إحدى قرى عزلة ذو محمد وذو حسين بمديرية بكيل المير التابعة لمحافظة حجة، بلغ تعداد سكانها 489 نسمة حسب تعداد اليمن لعام 2004.